# Elis Daubeney

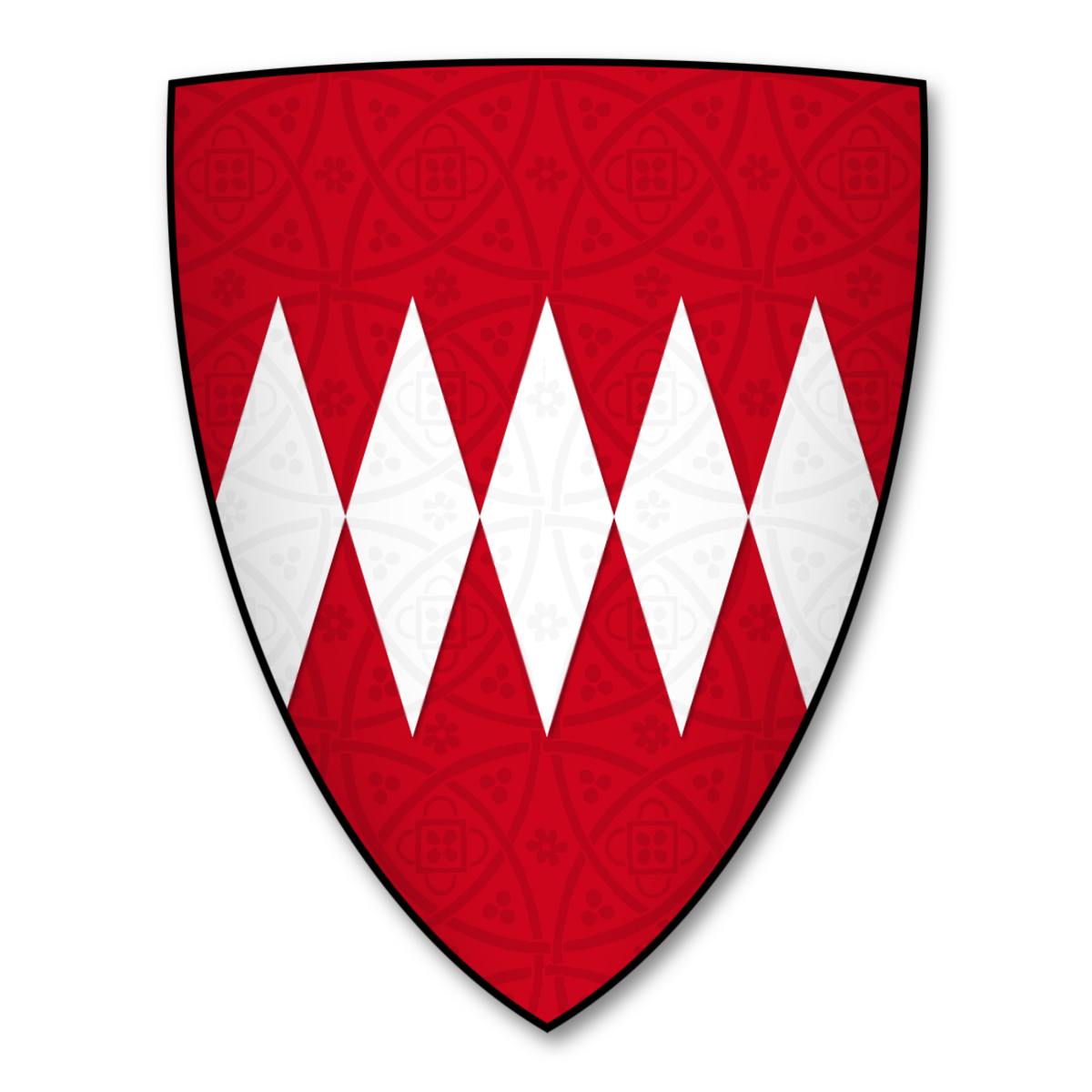
Wappen von Elis Daubeney

Elis Daubeney (auch Elis Daubneney, 1. Baron Daubeney oder Elias Daubeney) (* um 1270; † 1305) war ein anglo-bretonischer Adliger, Militär und Politiker.

## Herkunft
Elis Daubeney entstammte der Familie Daubeney, die ursprünglich aus der Bretagne stammte. Sie besaß im 13. Jahrhundert sowohl in der Bretagne wie auch in England Besitzungen. Elis war ein jüngerer Sohn von Sir Ralph Daubeney und wurde in der Bretagne geboren.

## Erbe sowie Tätigkeit als Militär und Politiker
Nach dem Tod von Ralph Daubeney 1292 erbte zunächst dessen ältester Sohn Sir Philip Daubeney die Familienbesitzungen. Philip starb jedoch bereits 1294, woraufhin Elis die Besitzungen erbte. Obwohl er in der Bretagne geboren worden war, war er vor allem in England aktiv. Von 1294 bis 1295 nahm er an dem Feldzug zur Niederschlagung der Rebellion in Wales teil. Danach diente er als Militär während des Ersten Schottischen Unabhängigkeitskriegs. Dazu wurde er mehrfach vom König durch Writ of Summons zu den englischen Parlamenten geladen.

## Ehe und Nachkommen
Daubeney heiratete Joan, mit der er Zwillinge hatte:
- Sir Ralph Daubeney (um 1304–1378)
- Sir William Daubeney (um 1304–um 1372)

Nach seinem frühen Tod wurden die meisten seiner englischen Besitzungen bis zur Volljährigkeit des älteren Sohns Ralph unter königliche Vormundschaftsverwaltung gestellt. Seine Witwe Joan erhielt die Familiengüter in Lincolnshire als Wittum. Obwohl Daubeney wegen seiner Ladungen zu den Parlamenten als Baron Daubeney gilt, wurden seine Erben nicht mehr durch writ of Summons zu den Parlamenten geladen.